# Agrilus asahinai
Agrilus asahinai (лат.) — вид узкотелых жуков-златок.

## Распространение
Россия (Приморский край, Сахалинская область), Корея, Япония.

## Описание
Длина тела взрослых насекомых (имаго) 5,1—7,0 мм. Отличаются острыми выступающими метакоксальными пластинками и строением гениталий самца (эдеагус с зубчатыми боками медиальной доли). Тело узкое, основная окраска со спинной стороны тёмно-бронзовая. Переднегрудь с воротничком. Боковой край переднеспинки цельный, гладкий. Глаза крупные, почти соприкасаются с переднеспинкой. Личинки развиваются на различных лиственных деревьях. Встречаются с мая по август на высотах от 300 до 1600 м. Валидный статус был подтверждён в ходе ревизии, проведённой в 2011 году канадскими колеоптерологами Эдвардом Йендеком (Eduard Jendek) и Василием Гребенниковым (Оттава, Канада).